# 페이퍼코리아
페이퍼코리아는 대한민국의 제지회사이다. 주주는 유암코기업리바운스제칠차기업재무안정사모투자합자회사로 86.60%의 지분을 보유하고 있다.

## 연혁
- 1944년: 북선제지화학공업 영업개시
- 1954년: 고려제지로 상호 변경
- 1973년: 세대제지공업, 고려제지 인수합병
- 1985년: 세대제지공업, 한국합판 합병 및 세풍으로 상호 변경
- 2003년: 페이퍼코리아로 상호 변경